# (168289) 2007 SD
(168289) 2007 SD es un asteroide perteneciente al cinturón de asteroides, descubierto el 17 de septiembre de 2007 por Andrew Lowe desde el iTelescope Observatory (Mayhill), Mayhill (Nuevo México), Estados Unidos.

## Designación y nombre
Designado provisionalmente como 2007 SD.

## Características orbitales
2007 SD está situado a una distancia media del Sol de 2,362 ua, pudiendo alejarse hasta 2,908 ua y acercarse hasta 1,816 ua. Su excentricidad es 0,231 y la inclinación orbital 1,923 grados. Emplea 1325,85 días en completar una órbita alrededor del Sol.
Pertenece a la familia de asteroides de (135) Hertha.

## Características físicas
La magnitud absoluta de 2007 SD es 16,84. 